# Sennefer
Sennefer, manchmal auch Senneferi war ein Schatzmeister (Imj-r3-ḫtm.t) unter dem altägyptischen Herrscher Thutmosis III. (um 1483 v. Chr. bis 1425 v. Chr.).
Sennefer ist vor allem von seiner stark verwüsteten Grabanlage in Theben-West (TT99) bekannt. Er war der Sohn des Vorstehers des Büros von Watet-Hor Chaydjehuty und der Satdjehuty. Seine Gemahlin hieß Taimau, ansonsten ist aus seiner Familie noch eine Tochter mit dem Namen Renena bekannt. Sennefer erscheint auch auf einem Papyrus. Es handelt sich um eine Verwaltungsurkunde, die Sennefer in das Jahr 32 von Thutmosis III. datiert. Dies ist das einzige fest datierte Dokument des Schatzmeisters. Daneben wird er hinter Thutmosis III. auf einem Relief auf dem Sinai dargestellt.
Er folgte Tay im Amt, der bis ins dritte Regierungsjahr von Thutmosis III im Amt des Schatzmeisters datiert ist. Er begann seine Karriere als oberster Sprecher (r3-Hry), wurde dann zum Schatzmeister und Vorsteher der Doppelscheune und am Ende seiner Laufbahn zum Prinzenerzieher ernannt.
Weitere Monumente des Sennefer sind verschiedene Statuen und eine Kapelle bei Dschabal as-Silsila, die wahrscheinlich von einem unter Hatschepsut amtierenden Beamten usurpiert worden ist.